# Ecce Homo (Bosch Francoforte)
L'Ecce Homo è un dipinto a olio su tavola di quercia (75x61 cm) di Hieronymus Bosch, databile al 1476 circa e conservato nello Städelsches Kunstinstitut di Francoforte sul Meno.

## Storia
L'opera è nota da quando si trovava nella collezione Maeterlinck di Gand e venne esposta a Bruges nel 1902. Passata poi nelle collezioni di R. von Kaufmann a Berlino, fu venduta all'asta nel 1917, venendo acquistata dal museo.
Come per la maggior parte delle opere di Bosch, la datazione non è oggetto di controversie tra gli studiosi. Si considera che possa appartenere al periodo giovanile dell'artista, con un'ipotesi più accetta al 1476 circa, o poco dopo. La Cinotti nel 1966 parlò del 1480-1485 e Peter Klein, partendo dalle analisi tecniche di dendrocronologia, ha potuto confermare che si tratta di una delle primissime opere giovanili di Bosch, collocabile tra le Tentazioni di sant'Antonio del Museo del Prado e l'Adorazione dei Magi di New York. Bernard Vermet (2001) ritenne che l'opera sia l'unica autografa del periodo giovanile di Bosch e la datò intorno al 1476. Notando la strette somiglianze iconografiche, di dimensioni e di datazioni con l'Adorazione dei Magi newyorkese, il critico ha addirittura avanzato la proposta che entrambe le opere facessero parte di un ciclo sulla vita di Cristo.
Si conosce una copia del soggetto nel Museum of Fine Arts di Boston. Esiste anche un Ecce Homo riferibile a Bosch a Filadelfia.

## Descrizione e stile
La scena dell'Ecce Homo, in cui Ponzio Pilato mostra Gesù flagellato e incoronato di spine alla folla, è risolta in maniera piuttosto audace, con una disposizione su due livelli visti di lato, animata da un notevole numero di personaggi. Dalla folla armata e urlante in basso si levano grida che sono talvolta segnate da fumetti, e ciò avviene anche dal gruppo dei sacerdoti e soldati nella parte superiore, spesso ritratti con accenti grotteschi. La comparsa delle effigi caricaturali è la parte più originale dell'opera, che ne fa forse l'esempio più antico conosciuto, ben prima dei disegni di Leonardo da Vinci, che alcuni studiosi hanno accostato. Charles de Tolnay indicò come precedente il Matrimonio della Vergine di Robert Campin, oggi al Prado, e non è escluso che l'artista avesse attinto anche dalle xilografie che allora circolavano numerose, magari un'opera di Schongauer (al Gabinetto delle Stampe di Bruxelles). Puyvelde ipotizzò anche che le facce grottesche erano state ispirate da maschere indossate a 's-Hertogenbosch durante le processioni della Settimana Santa.
Sulla sinistra si vedono, ormai quasi illeggibili, le figure dei donatori preganti in ginocchio.